# Giancarlo Neri

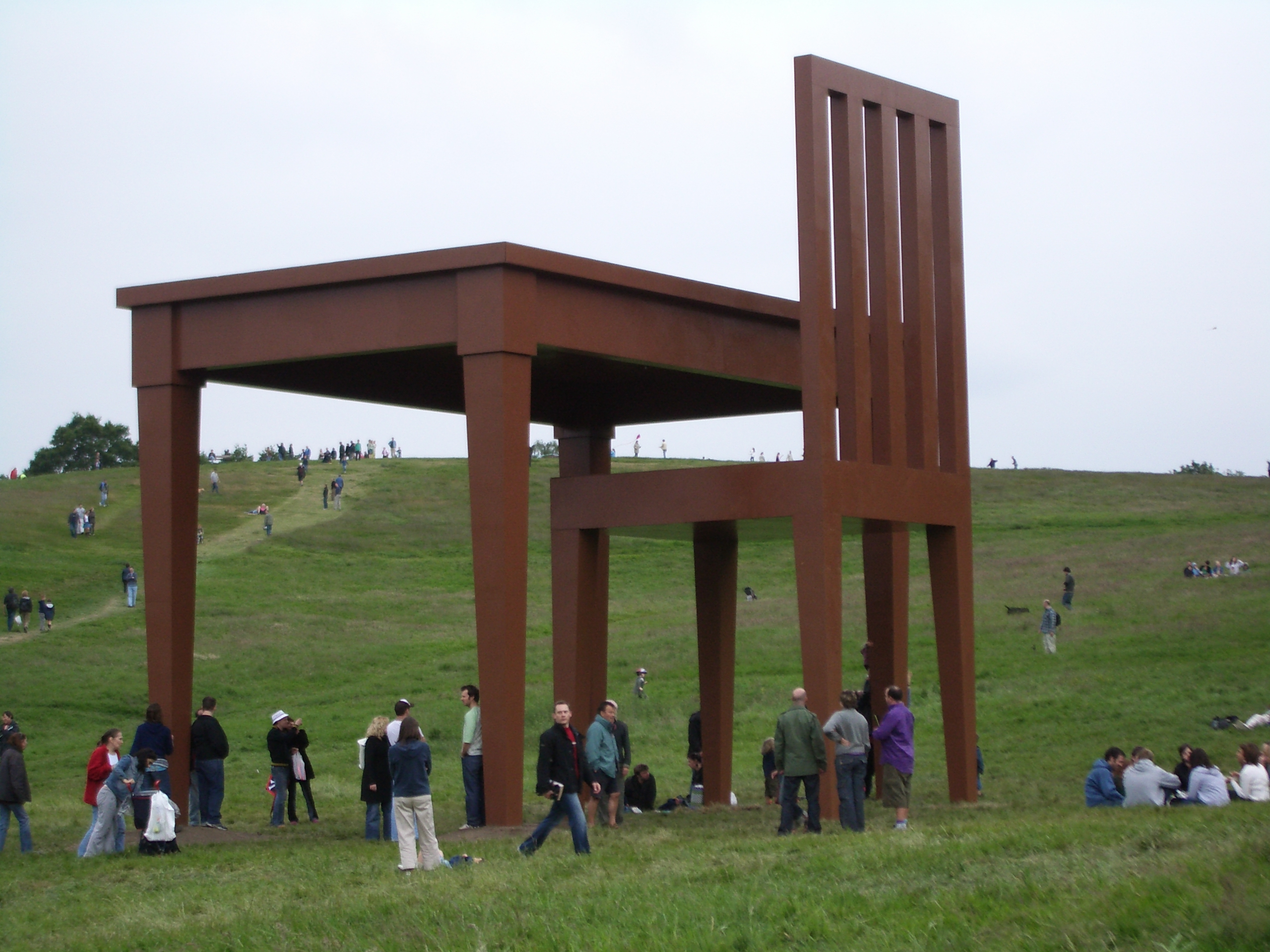
Lo Scrittore

Giancarlo Neri (Nápoles, 1955) é um escultor italiano.
Um dos seus trabalhos mais conhecidos é Lo Scrittore (O escritor, em italiano), uma obra de 9 metros de altura representando uma cadeira e uma mesa, Foi exibida em Roma e Londres em 2005.
Também criou Massimo silenzio (Máximo silêncio), que consistiu na instalação de milhares de lâmpadas no Circo Máximo, também em Roma, em 2007. A experiência foi repetida em Madri (2008), Dubai (2009) e no Rio de Janeiro (2012), onde o local escolhido foi a Praça Paris.